# 이상하
이상하(1937년 11월 28일~2005년 4월 29일)는 대한민국의 정치인이다. 제13대 국회의원을 지냈다.

## 역대 선거 결과
|  | 34.0% |

|  | 23.83% |